# Zawijka pospolita
Zawijka pospolita, apleksa (Aplexa hypnorum) – gatunek słodkowodnego ślimaka płucodysznego z rodziny rozdętkowatych (Physidae).
Zasięg występowania tego gatunku obejmuje niemal całą Europę, północną Azję i północną część Ameryki Północnej. W Polsce spotykany na obszarze całego kraju, choć ginący, ujęty na Czerwonej Liście Zwierząt Ginących i Zagrożonych w Polsce w kategorii NT – bliski zagrożenia. Lokalnie jednak w odpowiednich siedliskach może być liczny.
Zasiedla wody małych zbiorników, głównie na terenach torfowych i bagnistych, a także okresowo zalewanych; także oczka i bagienka śródleśne z opadłymi liśćmi, oraz śródleśne źrodliska. Jest wyjątkowo odporny na wysychanie.
Muszla lewoskrętna (5,5–6 skrętów), jajowato-wrzecionowata, żółtawobrunatna, o powierzchni bardzo gładkiej i lśniącej, wysokości 9–15 mm. Zawijka pospolita żywi się rozkładającymi się częściami roślin oraz glonami.